# Луї Кроенен
Луї Кроенен (4 січня 1994) — бельгійський плавець.
Учасник Олімпійських Ігор 2012, 2016 років.
Призер Чемпіонату Європи з водних видів спорту 2014, 2016 років.
Призер Чемпіонату Європи з плавання на короткій воді 2011 року.